# Diocèse de Calahorra et La Calzada-Logroño
Le diocèse de Calahorra et La Calzada-Logroño (en latin : Dioecesis Calaguritanae et Calceatensis-Lucroniensis ; en espagnol : diócesis de Calahorra y La Calzada-Logroño) est une Église particulière de l'Église catholique en Espagne.
Érigé au IVe siècle, le diocèse de Calahorra (en latin : dioecesis Calaguritanus ; en espagnol : diócesis de Calahorra) est un diocèse historique de la péninsule ibérique. Depuis 1956, il couvre l'actuelle communauté autonome de La Rioja et est suffragant de l'actuel archidiocèse métropolitain de Pampelune et Tudela. Depuis 1959, il porte son nom actuel.

## Territoire
Le diocèse de Calahorra et La Calzada-Logroño confine : au nord-ouest, avec celui de Vitoria ; au nord-est et à l'est, avec l'archidiocèse de Pampelune et Tudela ; au sud, avec le diocèse d'Osmia-Soria ; et, à l'ouest, avec l'archidiocèse de Burgos.
Il couvre l'intégralité des cent soixante-quatorze municipalités de la province civile et communauté autonome de La Rioja.

## Subdivisions
En 2024, le diocèse de Calahorra et La Calzada-Logroño est divisé en deux cent cinquante-six paroisses, réparties entre neuf archiprêtrés : Alhama-Linares, Ebro-Cidacos, Iregua-Leza, Logroño-Est (Logroño Este), Logroño-Centre (Logroño Centro), Logroño-Ouest (Logroño Oeste), Najerilla, Oja et Tirón.

## Histoire
Le diocèse de Calahorra est érigé au Ve siècle. Son premier évêque est Silvanus (Silvano), en 463. Il est suffragant de l'archidiocèse de Tarragone.
Vers 714, le siège est provisoirement transféré à San Millán de la Cogolla.
L'évêque s'établit ensuite à Nájera où, le 12 décembre 1052, le roi de Navarre, García Sánchez III, consacre la cathédrale Sainte-Marie-la-Réal.
À la suite de la conquête de La Rioja par le roi de Léon, Alphonse VI, le diocèse de Calahorra couvre l'Alava et la Biscaye ainsi qu'une partie du Guipuscoa et de la Navarre.
En 1079, Sainte-Marie-la-Réal devient un monastère puis, en 1170, l'évêque retourne à Calahorra.
En 1232, le siège est transféré à La Calzada.
En 1312, le diocèse de Calahorra et La Calzada devient suffragant de l'archidiocèse de Saragosse puis, en 1574, de celui de Burgos.
Par la bulle In celsissima du 8 septembre 1861, le pape Pie IX érige le diocèse de Vitoria. Le diocèse de Calahorra et La Calzada lui cède ses paroisses situées en Alava.
Par la constitution apostolique Quo commodius du 2 novembre 1949, le pape Pie XII érige le diocèse de Bilbao. Le diocèse de Calahorra et La Calzada lui cède ses paroisses situées en Biscaye.
Par la constitution apostolique Decessorum Nostrorum du 11 août 1956, Pie XII élève le diocèse de Pampelune au rang d'archidiocèse métropolitain. Le diocèse de Calahorra et La Calzada en devient suffragant. Son territoire est modifié afin de correspondre à celui de la province civile de Logroño — l'actuelle communauté autonome de La Rioja.
Par la constitution apostolique Quandoquidem quaelibet Ecclesia du 9 mars 1959, le pape Jean XXIII élève l'église Sainte-Marie-de-la-Ronde (en latin : Beatae Maria Virginis de Redonda ; en espagnol : Santa María de la Redonda) de Logroño au rang de co-cathédrale et confère au diocèse son nom actuel.